# Damnamenia vernicosa
Damnamenia vernicosa is een soort uit de composietenfamilie. De soort komt is endemisch op de sub-antarctische eilanden van Nieuw-Zeeland, zoals de Aucklandeilanden en het Campbelleiland.

## Beschrijving
De soort is een kleine uitlopende vaste plant. Het heeft glanzend groene bladeren en witte margrietachtige bloemen met een paars hart. De plant bloeit van november tot januari en draagt vrucht van december tot maart.
De soort groeit vooral in kussens in hoger gelegen moerassige gebieden en in herbfields, gedomineerd door soorten uit het geslacht Pleurophyllum.